# دانیل براندز
 دانیل براندز (انگلیسی: Daniel Brands؛ زاده ۱۷ ژوئیهٔ ۱۹۸۷) یک تنیس‌باز اهل آلمان است. 